# Georg Aigner
Georg Aigner, 1985

Link zum Bild

Georg Aigner (* 16. Mai 1934 in Bochum; † 23. Dezember 2021) war ein deutscher Ingenieur und Politiker (SPD).

## Leben
Nach dem Abschluss der Volksschule absolvierte Aigner 1949 bis 1952 eine Handwerkslehre und war anschließend bis 1955 Geselle. Er arbeitete 1955 bis 1963 als Bergmann, besuchte danach die Staatliche Ingenieurschule für Bergbau in Bochum und schloss diese als Diplomingenieur ab.

## Partei
Aigner trat 1961 der SPD bei und war 1979 bis 1988 Unterbezirksvorsitzender in Bochum. 

## Abgeordneter
Dem Landtag von Nordrhein-Westfalen gehörte er vom 28. Mai 1975 bis 31. Mai 1995 an, wobei er 1980 bis 1990 stellvertretender Fraktionsvorsitzender der SPD-Landtagsfraktion war.

## Ehrungen
Aigner wurde am 7. November 1996 mit dem Verdienstorden des Landes Nordrhein-Westfalen ausgezeichnet.